# Carreña de Cabrales
Pour les articles homonymes, voir Cabrales (homonymie).

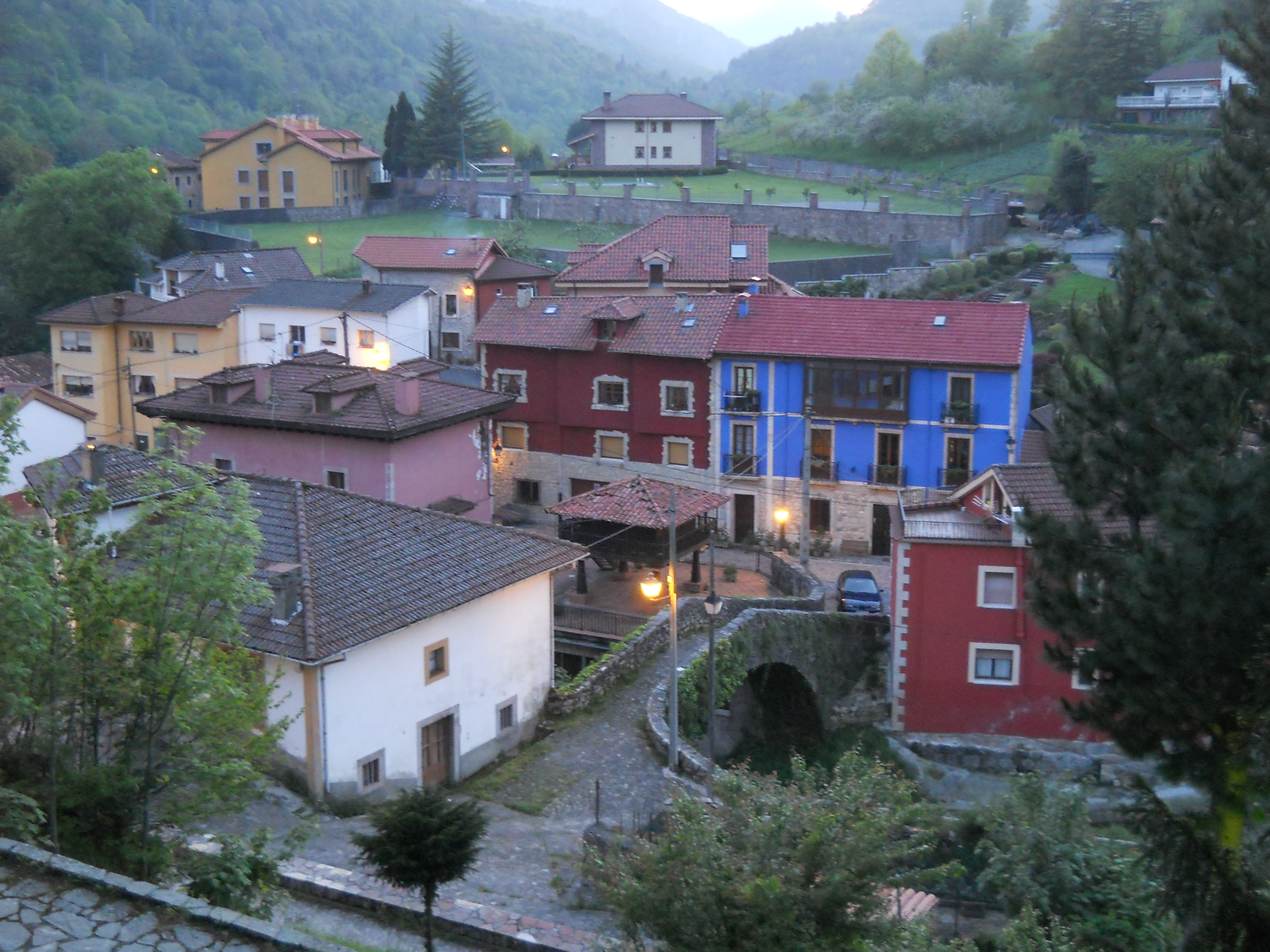
Aperçu de la localité.

Carreña de Cabrales également appelée Carreña est une localité et paroisse civile, ainsi que la capitale de la commune (concejo) de Cabrales regroupant 3 localités, située dans les Asturies en Espagne. Elle possède une superficie de 19,95 km², et recense 412 habitants répartis entre les bourgades de Asiegu, Carreña et Pandellana.

## Géographie
La localité de Carreña, avec 306 habitants, est située à une altitude de 200 m et se trouve à 106 km d'Oviedo, la capitale de la Principauté des Asturies. Carreña abrite les principaux services administratifs de la commune, dont le Conseil Régulateur du Fromage de Cabrales, le siège du Cabinet d'élevage et de pêche, ainsi que le siège de la Caserne de la Garde civile de Cabrales. Parmi les quartiers les plus connus de Carreña se trouvent La Llosa, le Pamentar, la Bolera et La Llana.
La localité de Carreña de Cabrales est traversée par deux cours d'eau :
- la rivière "Río Casaño", cours d'eau principal, affluent du Cares dans lequel il se jette à Las Arenas (Asturies) (es),
- le ruisseau "Arroyo de la Ría", affluent du Río Casaño

## Sites et monuments

### Localité de Carreñas

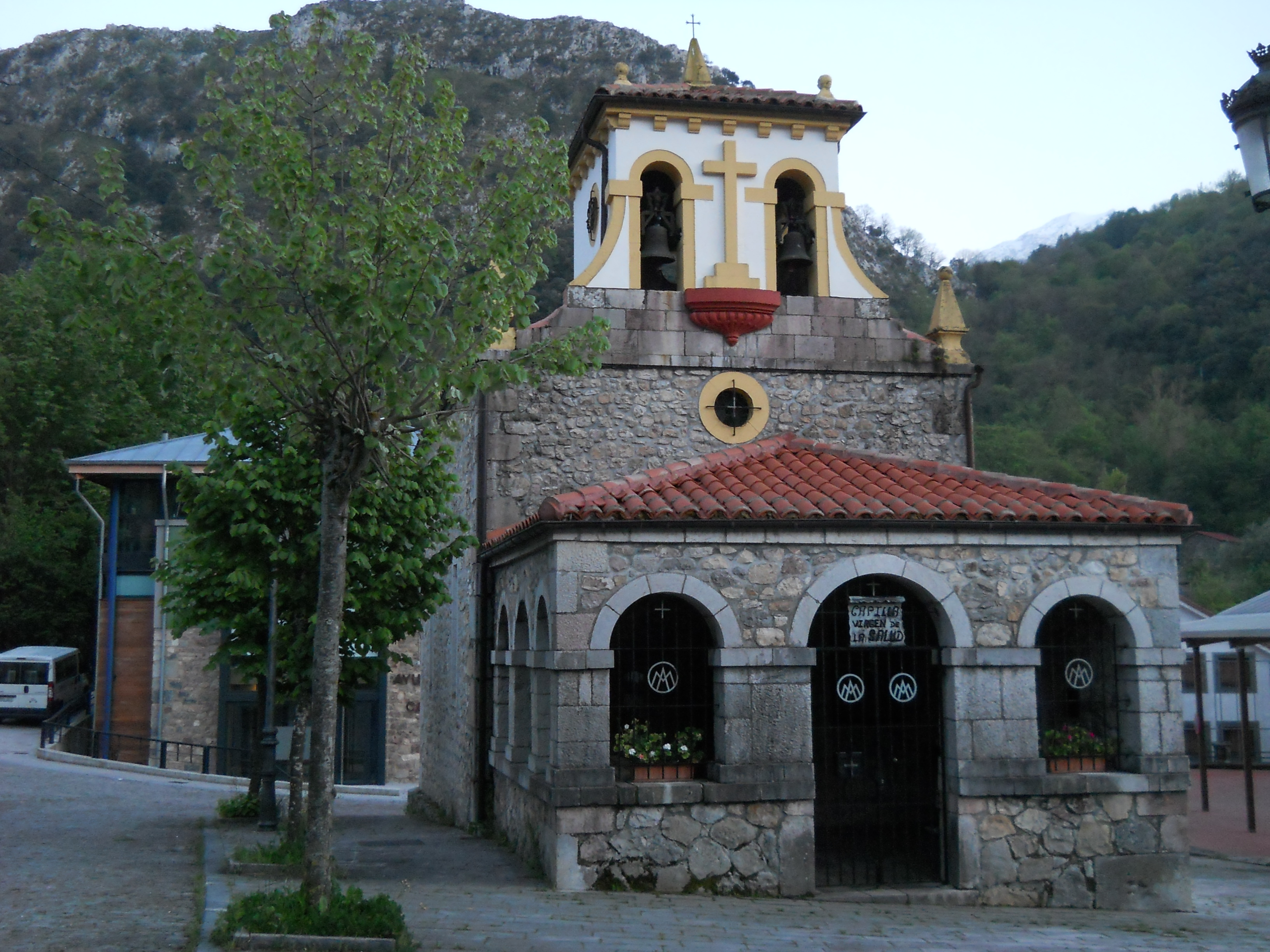
Chapelle de la Vírgen de la Salud.

- Capilla de la Vírgen de la Salud (Chapelle de la Vierge de la Santé) : une des chapelles les plus remarquables de la commune et des Asturies, par son histoire et sa légende. Celle-ci raconte qu'au début du siècle passé, un citoyen de Carreña du nom de Barcena, était allé jusqu'à Séville pour demander à la Vierge de la Santé (la Virgen de la Salud) qu'elle guérisse sa cécité. Il promit que si elle pouvait le guérir de son infirmité, il porterait la figure de la Vierge jusqu'à son village natal. Sa santé commença alors à s'améliorer jusqu'à retrouver une vue parfaite. L'histoire, écrite dans la chapelle de Carreña, raconte que Barcena porta l'image de la Vierge à dos de cheval et parcourut les plus de 1 000 km qui séparent Séville de Carreña à travers les montagnes. Depuis ce jour, la Vierge a pour toujours sa place en la maison de Carreña.

- Iglesia de San Andrés (Église Saint-André) : construite au XIXe siècle en remplacement de l'église primitive de San Andrés de Porea[2], qui avait été détruite à la fin du XVIIe siècle. Une chapelle adossée à l'église fut la propriété de la famille Bárcena, dont certains des membres y sont enterrés. Sur la porte extérieure figure le blason des Bárcena avec la légende : « No a nosotros, Señor, no a nosotros, sino a tu nombre da gloria ». L'église se trouve dans le quartier du Quintanal.

- El Puente Conceyu (Le Pont Conceyu) ou El Puente antiguo (Le Vieux pont) est un pont médiéval[3]au-dessus du ruisseau Arroyo La Ría, qui provient du Cuera et traverse Carreña de Cabrales du nord au sud. Il se jette au milieu du village dans le Río Casaño. Le pont est construit d'une seule et haute arche, est en bon état de conservation et dispose de parapets entretenus. Le passage sur le pont correspond à une chaussée ancienne, el Camino Real (le Chemin Royal), probablement de tracé romain puis médiéval qui reliait Peñamellera et Cangas de Onís par la vallée du Río Casaño et unissait la partie orientale et la partie centrale des Asturies. En ce point, ce Camino Real croisait celui du Camino Real de Liébana (Chemin Royal de Liébana), que unissait Sotres, Las Arenas (Asturies), Meré et Posada de Llanes dans un trajet sud-nord.

### Localité de Asiegu
- Iglesia de San Miguel

## Festivités
La fête en honneur de la Vierge de la Santé est célébrée à Carreña de Cabrales le premier dimanche suivant le 8 septembre.

## Galerie

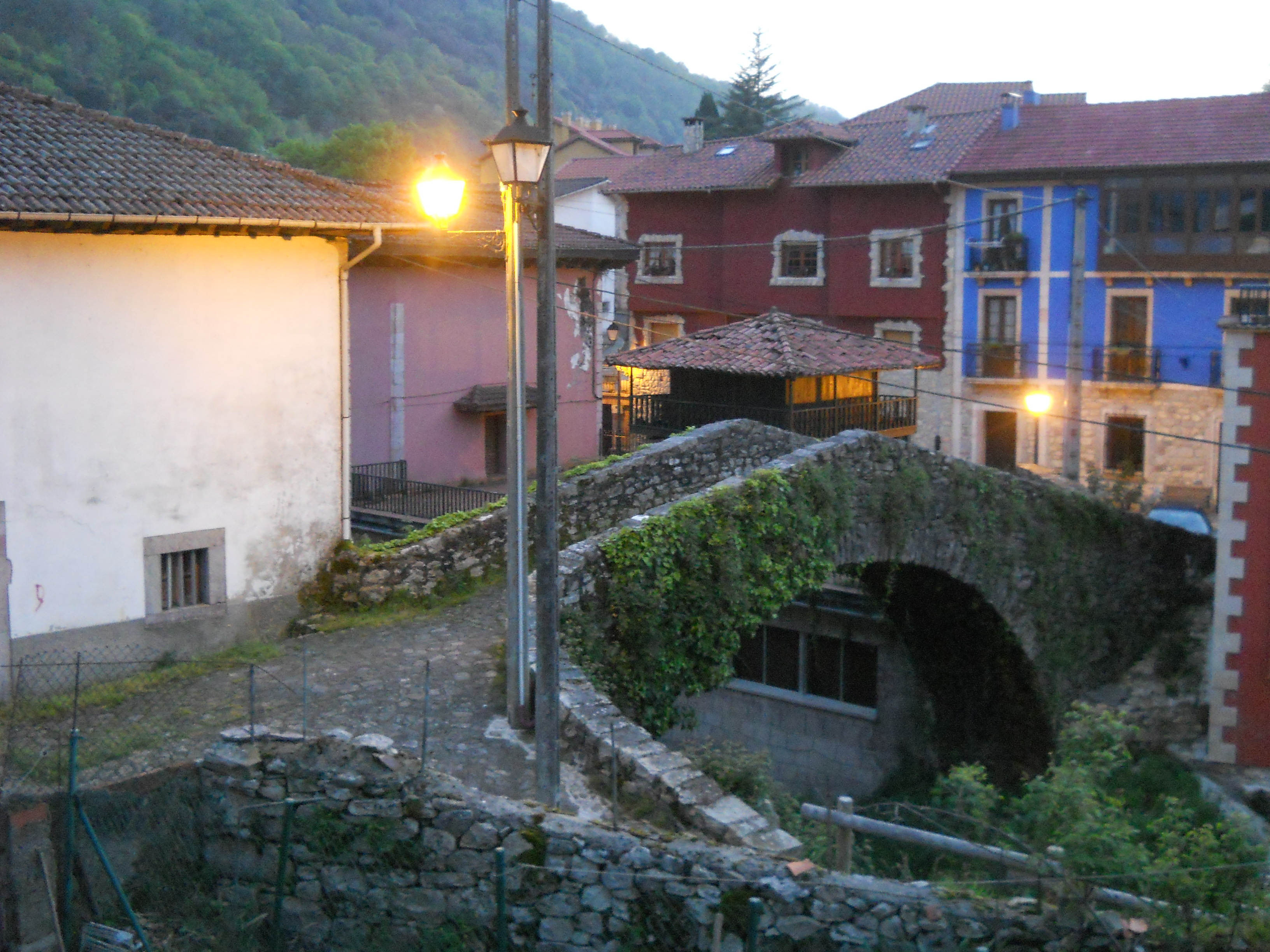
Puente Conceyu sur le ruisseau "Arroyo de la Ría"
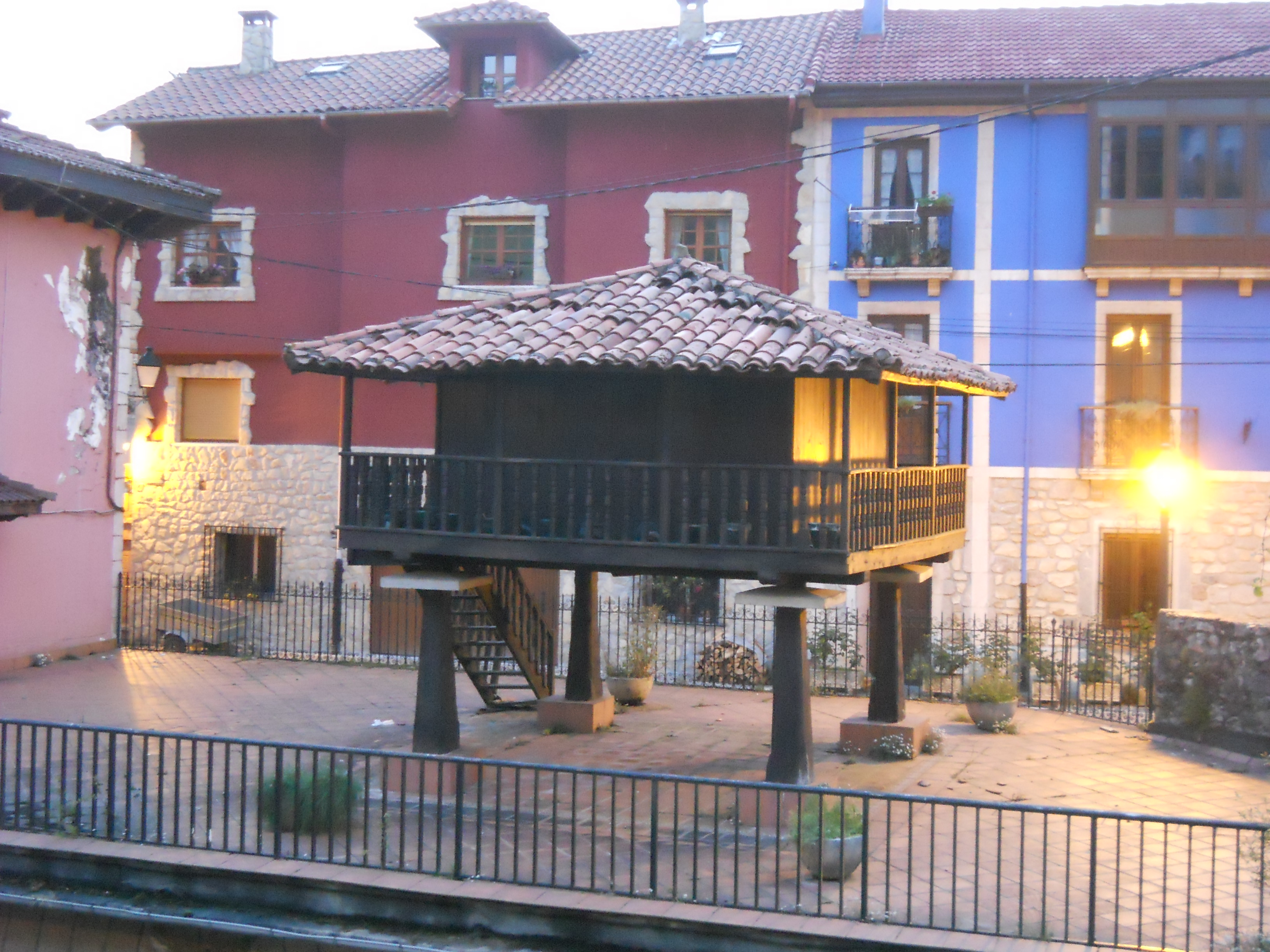
Hórreo (grenier à grain traditionnel)
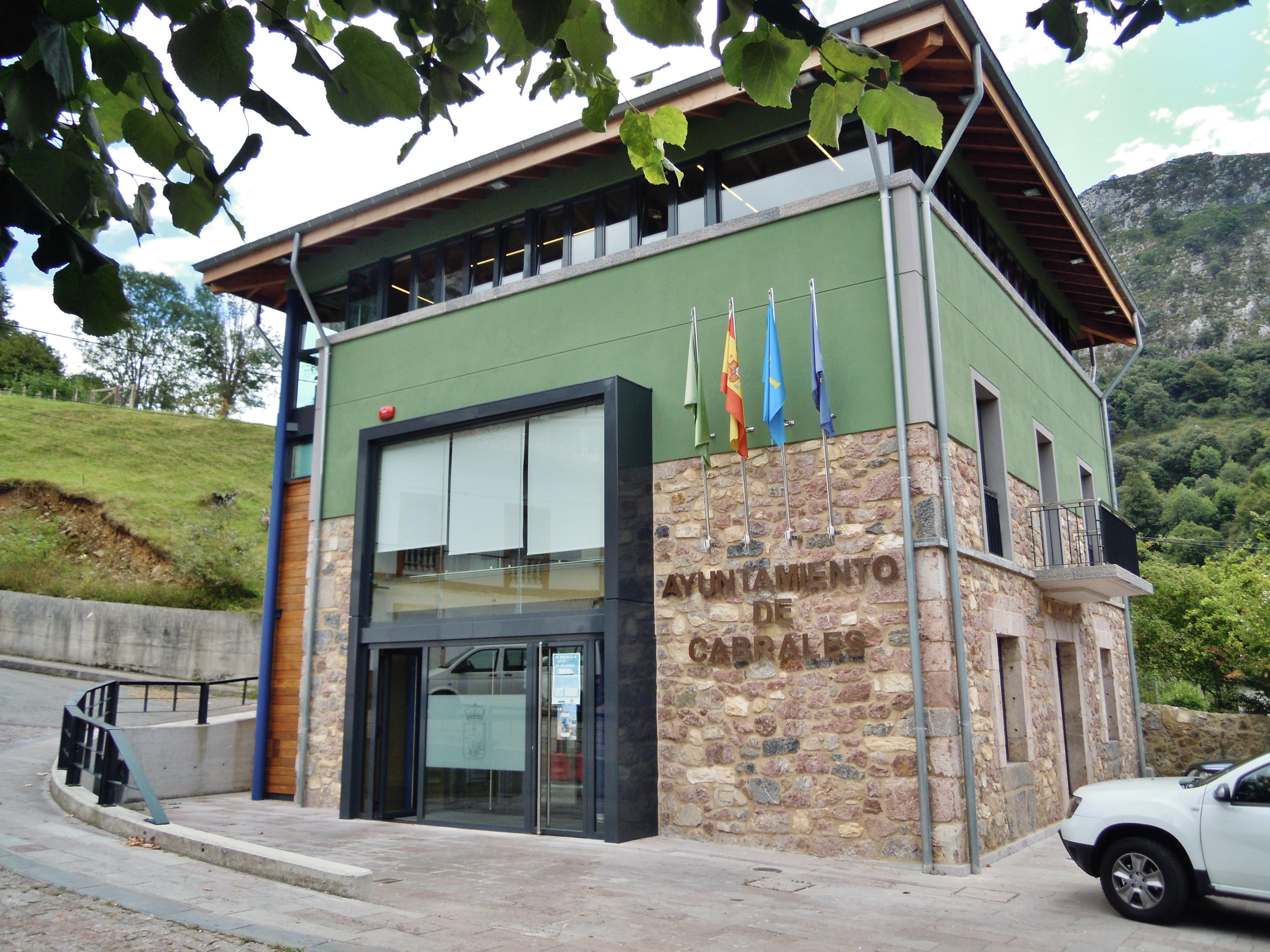
Ayuntamiento (mairie)